# 四苯基氯化锑
四苯基氯化锑是一种化合物，化学式为[(C6H5)4Sb]Cl。它可由三苯基二氯化锑和苯基溴化镁反应，得到四苯基溴化锑，再经阴离子交换树脂处理得到，并可通过水或乙酸乙酯重结晶。它在四氯化碳中和硫酚在三乙胺存在下反应，可以得到相应的四苯基锑硫酚盐。它和一氯化碘在乙腈中反应，可以得到[(C6H5)4Sb]ICl2。

## 拓展阅读
- H. H. Willard, L. R. Perkins. . Analytical Chemistry. 1953-11-17, 25 (11): 1634–1637  [2023-03-12]. ISSN 0003-2700. doi:10.1021/ac60083a016. （原始内容存档于2023-03-12） （英语）.